# Polisen och domarmordet (roman)
Polisen och domarmordet är den femte romanen i serien Polisen i Strömstad, skriven av Gösta Unefäldt och utkom första gången 1989.
Romanen filmatiserades som en miniserie i fyra delar 1993 under namnet Polisen och domarmordet med Per Oscarsson, Stefan Ljungqvist och Alf Nilsson med flera.

## Handling
Stig Lyte ska stå till svars för rattfylleri och vårdslöshet i trafik. Mycket talar för att han endast får villkorlig dom men när lagmannen Ambjörn Kvintus, som härskat i 30 år, dömer honom till en månads fängelse blir Stig Lyte förbannad och hotar honom till livet. När lagmannen dagen efter hittas död i tingshuset riktas först misstankarna mot just Stig Lyte men polischef Jörgenson är tveksam. Många avskydde lagmannen och listan över misstänkta är därför lång.